# Partit Liberal Democràtic de Moldàvia
El Partit Liberal Democràtic de Moldàvia (romanès Partidul Liberal Democrat din Moldova, PLDM) és un partit polític de la República de Moldàvia de centredreta liberal-conservador i europeista. Es va crear el 8 de desembre de 2007. El seu cap és Vlad Filat, qui ha estat president des del primer congrés del partit (2008).
El partit és dirigit per un Consell Polític Nacional de 171 membres, la gestió diària del partit està en mans de l'Oficina Permanent central, de 41 membres. El partit té oficines locals a tots els districtes de la República de Moldàvia.
El partit va obtenir el 12,26% dels vots a les eleccions legislatives moldaves d'abril de 2009, amb 15 dels 101 diputats. A les eleccions legislatives moldaves de juliol de 2009 va augmentar al 16,6% dels vots nacionals i 18 dels 101 diputats, la qual cosa suposa un augment de 3 diputats i del 4,2% dels vots. Amb aquest resultat fou el principal partit de la coalició Aliança per a la Integració Europea.
El 2014 el Partit dels Socialistes de la República de Moldàvia (PSRM) quedà en primera posició obtenint el 20,71 per cent dels vots, però Chiril Gaburici del PLDM va formar govern amb una coalició de PLDM, Partit Democràtic de Moldàvia (PDM) i Partit Liberal (PLR).
El primer ministre Valeriu Streleț del PLDM va ser destituït pel Parlament el 29 d'octubre de 2015 enmig d'una onada de protestes que van durar 3 mesos i el president Nicolae Timofti va vetar la candidatura de Vladimir Plahotniuc afirmant que no reunia "els criteris d'integritat necessaris", i el Partit Democràtic de Moldàvia (PDM) va acordar amb el PLDM  i el Partit Liberal (PL) investir primer ministre a Pavel Filip, que el 15 de gener va rebre l'aval de Timofti. El govern de Filip es va veure sacsejat per diverses dimissions de ministres per afers de corrupció. El maig del 2017 el PL de Mihai Ghimpu va abandonar el govern en protesta per la detenció per corrupció de Dorin Chirtoaca, l'alcalde de Chisinau i Filip va incorporar al govern el Partit Popular Europeu de Moldàvia. El 27 de juliol de 2017 el primer ministre va sobreviure amb comoditat a una moció de censura, i el govern va arribar al final de la legislatura, però Filip no va optar a la reelecció.